# Meerle
Meerle è una frazione del comune di Hoogstraten, in Belgio, nella provincia di Anversa (arrondissement di Turnhout).
Ha costituito un comune autonomo fino al 1976.